# Лексингтон-авеню — 59-я улица (Нью-Йоркское метро)
Лексингтон-авеню — 59-я улица (англ. Lexington Avenue / 59th Street) — это пересадочный узел Нью-Йоркского метро. Главные выходы идут к Лексингтон-авеню и 59-й улице.
В пересадочный узел входят станции следующих линий:
- линия Бродвея, Би-эм-ти,
- линия Лексингтон-авеню, Ай-ар-ти.

На станциях пересадочного узла останавливаются маршруты:
- 4, 6, N (круглосуточно),
- 5, R (круглосуточно, кроме ночи),
- <6> (в будни днём в пиковом направлении),
- W (в будни днём и вечером до 23:00).

Тремя кварталами севернее располагается станция Лексингтон-авеню — 63-я улица по маршрутам F и Q. Хотя переход на неё связан с выходом из метро и повторным входом через турникеты, для пассажиров, использующих пластиковую карту MetroCard или бесконтактную карту OMNY, он бесплатный. Этот бесплатный переход был введён в 2001 году, когда маршрут F был перенаправлен с линии Куинс-бульвара на линию 63-й улицы и его пассажиры лишились пересадки на линию Лексингтон-авеню, которая была на станции Лексингтон-авеню — 53-я улица.

## Платформы линии Лексингтон-авеню, Ай-ар-ти
| Верхний ярус               |     |     |   |
| \| · \| · л \| · л \| · \| |     |     |   |
| ·                          | · л | · л | · |

| · | · л | · л | · |

| Нижний ярус                |     |     |   |
| \| · \| · э \| · э \| · \| |     |     |   |
| ·                          | · э | · э | · |

| · | · э | · э | · |

| Верхний ярус               |     |     |   |
| \| · \| · л \| · л \| · \| |     |     |   |
| ·                          | · л | · л | · |

| · | · л | · л | · |

| Нижний ярус                |     |     |   |
| \| · \| · э \| · э \| · \| |     |     |   |
| ·                          | · э | · э | · |

| · | · э | · э | · |

«59-я улица» (англ. 59th Street) — станция Нью-Йоркского метрополитена, расположенная на линии Лексингтон-авеню, Ай-ар-ти.  На станции останавливаются маршруты: 4 (круглосуточно), 5 (круглосуточно, кроме ночи), 6 (круглосуточно) и <6> (в будни днём в пиковом направлении). Экспресс-пути используются маршрутами 4 (круглосуточно, кроме ночи) и 5 (круглосуточно, кроме ночи). Локальные пути используются маршрутами: 4 (ночью), 6 (круглосуточно) и <6> (в будни днём в пиковом направлении). Станция состоит из четырёх боковых платформ, по две на каждом уровне.
Станция была открыта 17 июля 1918 года, и первоначально открылись платформы на верхнем уровне. Нижние платформы были построены только к 15 ноября 1962 года, для того чтобы снизить нагрузку на станцию Центральный вокзал — 42-я улица и челнок 42-й улицы; на них останавливаются экспресс-поезда. Также у пассажиров появилась возможность ездить в Куинс по маршрутам от данной станции. Верхний уровень станции является самым верхним во всём пересадочном узле, а нижний — самым нижним: между ними находятся вторая станция и её мезонин; между верхним и нижним уровнями проходят эскалаторы.
В период с 2003 по 2005 станция была закрыта на капремонт, так как поблизости от неё строили башню Блумберг-тауэр.
Выход в магазин Bloomingdale's был показан в фильме «Монстро» 2008 года.
- Именная мозаика
- Мозаика с цифрой "59"
- Нижняя платформа
- Новый вход

## Платформа линии Бродвея, Би-эм-ти
|   |   |   |   |
| · | · | · | · |

|   |   |   |   |
| · | · | · | · |

«Лексингтон-авеню — 59-я улица» (англ. Lexington Avenue/59th Street) — станция Нью-Йоркского метрополитена, расположенная на линии Бродвея, Би-эм-ти.  На станции останавливаются маршруты: N (круглосуточно), R (круглосуточно, кроме ночи) и W (в будни днём и вечером до 23:00). Станция состоит из одной островной платформы. Выход со станции идёт к 60-й улице.
Станция открылась 1 сентября 1919 года. Первоначально планировалось данный участок линии от Центрального парка пустить по поверхности, а далее по мосту Куинсборо в Куинс. Но от плана отказались, а так как 59-я улица очень узкая для проводки путей, то было решено провести линию под 60-й улицей, и по туннелю через Ист-Ривер в Куинс.
К востоку от станции пути разветвляются: одна пара идёт к станции Куинс-Плаза (маршрут R), а другая — к Куинсборо-Плаза (маршруты N и W).

## Соседние станции
| Условные обозначения |
| для дней и часов работы маршрутов (более точно указано во всплывающих подсказках при этих обозначениях): |
| --- |
| круглосуточно круглосуточно, кроме ночи круглосуточно, кроме будней днём (либо часов пик) в пиковом направлении в будни днём (и, возможно, вечером) в будни круглосуточно в часы пик в будни днём (либо в часы пик) в пиковом направлении в будни днём (либо в часы пик) в направлении, обратном пиковому в выходные ночью ночью и в выходные (и, возможно, вечером) нет движения поездов |

| Предыдущая станция                                           | ЛинияНазвание станции                                 | Следующая станция                                                |
| ------------------------------------------------------------ | ----------------------------------------------------- | ---------------------------------------------------------------- |
| 68-я улица — Хантер-колледж · (4 6 <6>) · 86-я улица · (4 5) | линия Лексингтон-авеню, Ай-ар-ти 59-я улица           | 51-я улица · (4 6 <6>) · Центральный вокзал — 42-я улица · (4 5) |
| Куинс-Плаза · (R) · Куинсборо-Плаза · (N W)                  | линия Бродвея, Би-эм-ти Лексингтон-авеню — 59-я улица | Пятая авеню — 59-я улица · (N R W)                               |